# داوتسی
داوتسی (به بلغاری: Daevtsi) یک منطقهٔ مسکونی در بلغارستان است که در تریاونا واقع شده‌است.